# 神流村
神流村（かんなむら）は、群馬県の南西部、多野郡に属していた村。
現在の神流町は2003年に新設合併で郡内の別の地域に発足した町で、本村とは別の自治体である。

## 地理
- 河川：神流川、笹川、温井川、中川

## 歴史
- 1889年（明治22年）4月1日 - 町村制施行により、上戸塚村、下戸塚村、下栗須村、岡之郷村が合併し緑野郡神流村が成立する。
- 1896年（明治29年）4月1日 - 郡統合（緑野郡、多胡郡、南甘楽郡の統合）により多野郡に属する。
- 1954年（昭和29年）4月1日 - 藤岡町、小野村、美土里村、美九里村と合併し藤岡市を新設する。

## 政治
1927年出版の『群馬県多野郡誌』によれば、村長は以下の通り。
村長

| - 井埜七郎 1889年 - - 関根清十郎 1891年 - - 高山文英 1892年 - - 高柳貞雄 1895年 - - 井埜七郎 1897年 - | - 高柳貞雄 1901年 - - 白岩重次郎 1904年 - - 高柳貞雄 1912年 - - 高山文英 1918年 - - 浅見琴三郎 1926年 - |

## 経済

### 産業
農業
『大日本篤農家名鑑』によれば、神流村の篤農家は白岩、新井、浅見、中山、入野、田沼、高山、関根、高橋、福田、温井、白石、飯島などがいた。

## 出身人物
- 井本常作（弁護士、政治家） - 衆議院議員[3]。司法参与官[3]。